# Dragoș Firțulescu
Dragoș Petruț Firțulescu (n. 15 mai 1989, Craiova) este un fotbalist român, care în prezent evoluează la Pandurii Târgu Jiu.

## Legături externe
- Profil la RomanianSoccer.ro
- Profilul lui Dragoș Firțulescu pe Soccerway
- Profil pe transfermarkt